# Cody Fournie
Pour les articles homonymes, voir Fournie.
 (septembre 2024).
La mise en forme du texte ne suit pas les recommandations de Wikipédia : il faut le « wikifier ».
Les points d'amélioration suivants sont les cas les plus fréquents :
- Les titres sont pré-formatés par le logiciel. Ils ne sont ni en capitales, ni en gras.
- Le texte ne doit pas être écrit en capitales (les noms de famille non plus), ni en gras, ni en italique, ni en « petit »…
- Le gras n'est utilisé que pour surligner le titre de l'article dans l'introduction, une seule fois.
- L'italique est rarement utilisé : mots en langue étrangère, titres d'œuvres, noms de bateaux, etc.
- Les citations ne sont pas en italique mais en corps de texte normal. Elles sont entourées par des guillemets français : « et ».
- Les listes à puces sont à éviter, des paragraphes rédigés étant largement préférés. Les tableaux sont à réserver à la présentation de données structurées (résultats, etc.).
- Les appels de note de bas de page (petits chiffres en exposant, introduits par l'outil «  Source ») sont à placer entre la fin de phrase et le point final[comme ça].
- Les liens internes (vers d'autres articles de Wikipédia) sont à choisir avec parcimonie. Créez des liens vers des articles approfondissant le sujet. Les termes génériques sans rapport avec le sujet sont à éviter, ainsi que les répétitions de liens vers un même terme.
- Les liens externes sont à placer uniquement dans une section « Liens externes », à la fin de l'article. Ces liens sont à choisir avec parcimonie suivant les règles définies. Si un lien sert de source à l'article, son insertion dans le texte est à faire par les notes de bas de page.
- La présentation des références doit suivre les conventions bibliographiques. Il est recommandé d'utiliser les modèles {{Ouvrage}}, {{Chapitre}}, {{Article}}, {{Lien web}} et/ou {{Bibliographie}}. Le mode d'édition visuel peut mettre en forme automatiquement les références.
- Insérer une infobox (cadre d'informations à droite) n'est pas obligatoire pour parachever la mise en page.

Pour une aide détaillée, merci de consulter Aide:Wikification.
Si vous pensez que ces points ont été résolus, vous pouvez retirer ce bandeau et améliorer la mise en forme d'un autre article.
Cody Fournie, né le 20 août 1989 à Rimbey au Canada, est un athlète paralympique canadien. Il a participé aux Jeux paralympiques de Paris en 2024 et a obtenu deux médailles d'or.

## Biographie
Cody Fournie est quadraplégique à la suite d'un accident à l'âge de 11 ans. En 2010, il découvre le rugby en fauteuil roulant. Durant plusieurs années, Fournie a fait partie du programme national canadien de rugby en fauteuil roulant. Cody Fournie a ensuite commencé la compétition de course en fauteuil roulant.

## Résultats

### 2023
Championnats mondiaux de para-athlétisme de Paris 2023
100 m T51 - 5e position
200 m T51 -  6e position

### 2024
Championnats mondiaux de para-athlétisme Kobe 2024
100 m T51 - Médaille d'argent 
Jeux paralympiques d'été de Paris 2024
100 m T51 - Médaille d'or  - 19.63 - Record paralympique
200 m T51 - Médaille d'or  - 37.64 - Record personnel - Carton jaune (R8.1 - Conduite antisportive ou incorrecte)